# Leptostylopsis antillarum
Leptostylopsis antillarum là một loài bọ cánh cứng trong họ Cerambycidae.